# Apostolska nunciatura na Madžarskem
Apostolska nunciatura na Madžarskem je diplomatsko prestavništvo (veleposlaništvo) Svetega sedeža na Madžarskem, ki ima sedež v Budimpešti.
Trenutni apostolski nuncij je Michael Wallace Banach.

## Seznam apostolskih nuncijev
- Lorenzo Schioppa (10. avgust 1920–3. maj 1925)
- Cesare Orsenigo (2. junij 1925–25. april 1930)
- Angelo Rotta (20. marec 1930–1957)
- Angelo Acerbi (28. marec 1990–8. februar 1997)
- Karl-Josef Rauber (25. april 1997–22. februar 2003)
- Juliusz Janusz (9. april 2003–2011)
- Alberto Bottari de Castello (7. junij 2011–december 2017)
- Michael August Blume (4. julij 2018–31. december 2021)
- Michael Wallace Banach (3. maj 2022–danes)